# Quoit

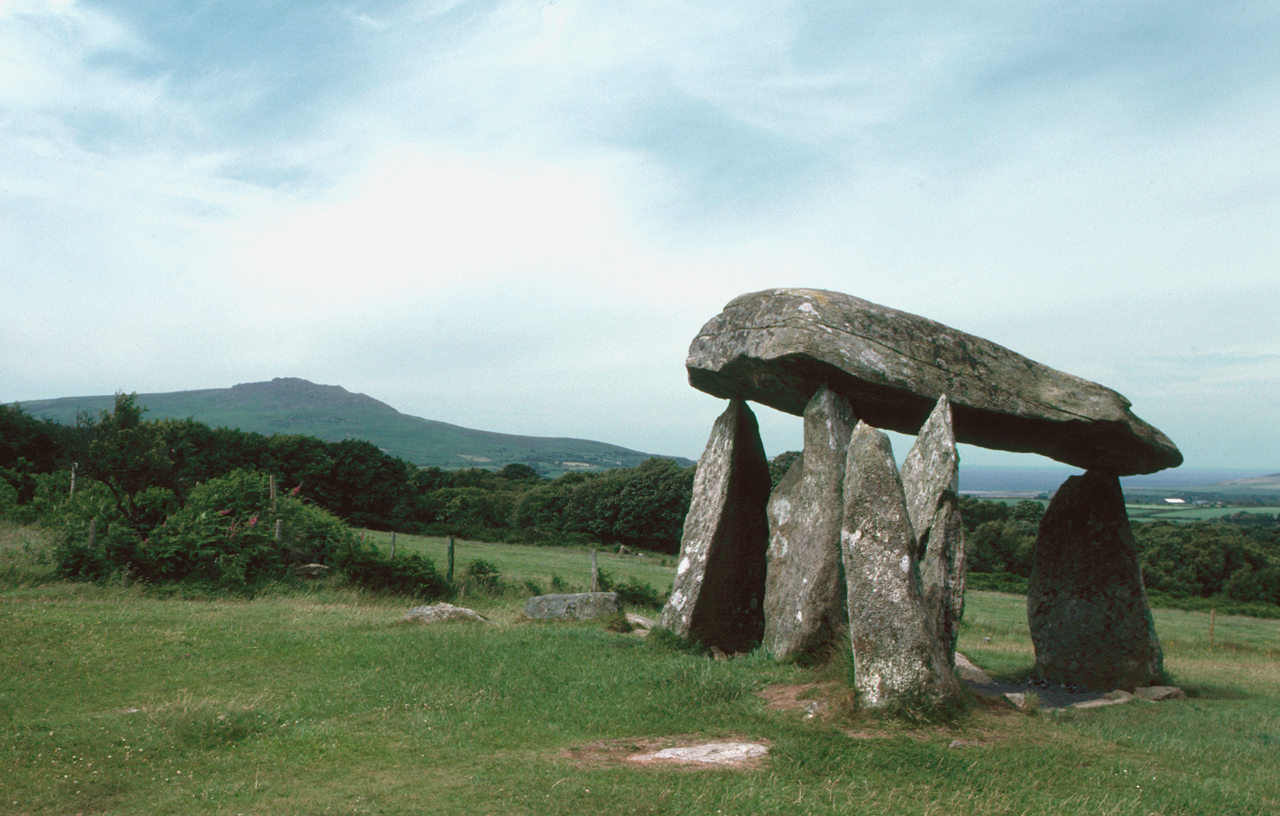
Quoit von Pentre Ifan

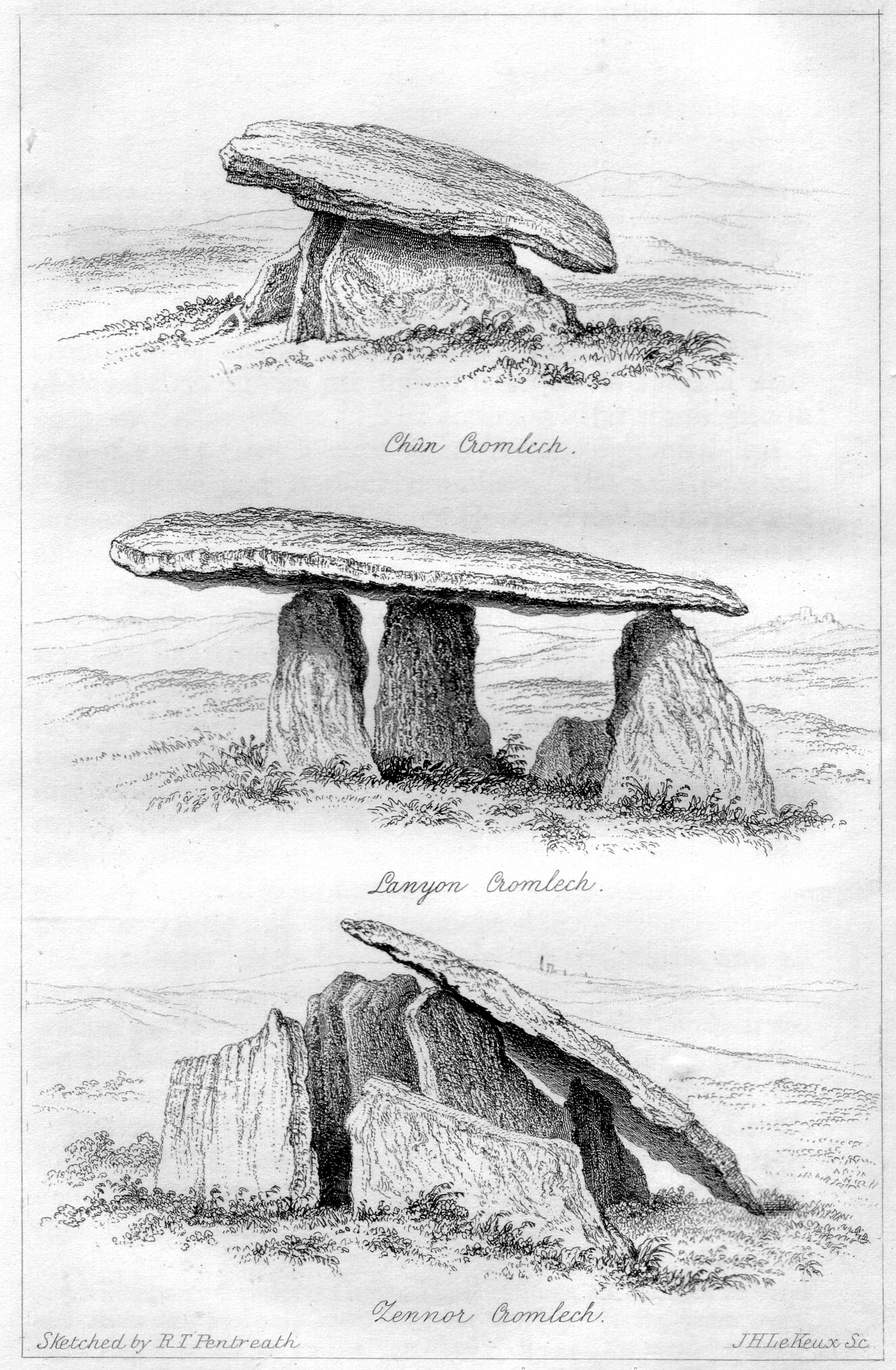
Cornische Quoits (Radierung von 1857)

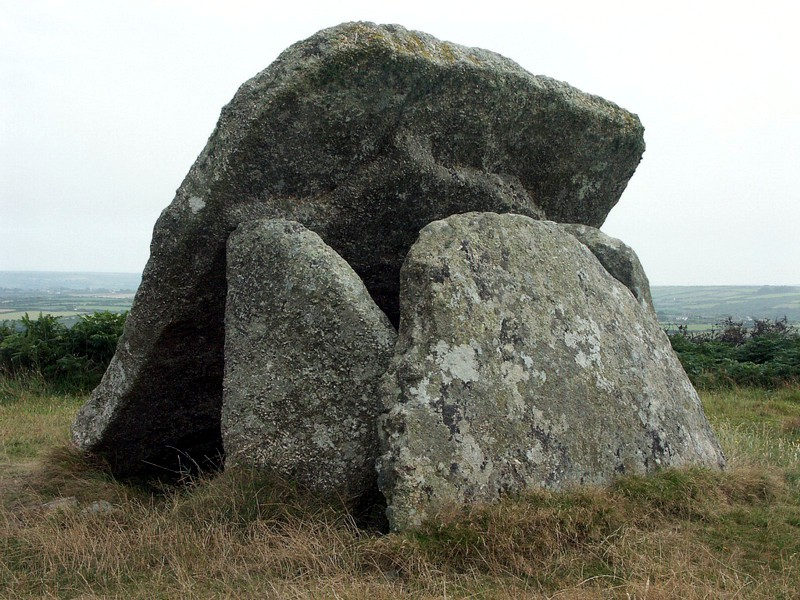
Mulfra Quoit

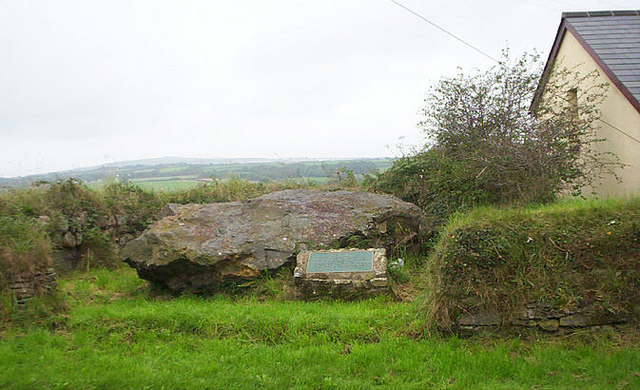
Devil′s Quoit bei St Columb Major

Ein Quoit ist ein Portalgrab aus der Jungsteinzeit, bei dem mehrere senkrechte Megalithen die einzige Deckplatte stützen. Diese Dolmen wurden im 19. Jahrhundert auch als Cromlechs bezeichnet.

## Vorkommen
Anlagen dieses Typs findet man in Cornwall, Wales und Irland. Dort kennt man sie unter der Bezeichnung „Tripod-Dolmen“ als Sonderform der Portalgräber.
Der bekannteste Quoit Cornwalls ist der Lanyon Quoit, der besterhaltene der Chûn Quoit, der archäologisch interessanteste der Trethevy Quoit. Weitere kornische Quoits sind u. a. der restaurierte Giant’s oder Carwynnen Quoit, der Bosporthennis Quoit, der Mulfra Quoit und der Zennor Quoit. Ein ruiniertes Exemplar ist der Sperris Quoit.
In Wales befinden sich u. a. in der Grafschaft Pembrokeshire der Arthur’s Quoit, der Carreg Coetan Arthur, der zusammengebrochene Devil’s Quoit, der Llech-Y-Tripedd, der King’s Quoit und der Quoit von Pentre Ifan.

## Wortherkunft
1769 erklärte William Borlase in einer Publikation erstmals die Herkunft der Bezeichnung Quoit: Bei der Beschreibung des Chûn Quoits führt er aus, dass die Bezeichnung auf den diskusförmigen Deckstein dieses Dolmens zurückzuführen sei, dessen Form an eine Wurfscheibe (engl. Quoit) erinnert. Das Wort Quoit tritt erstmals im 14. Jahrhundert in Erscheinung, meint zunächst einen flachen Wurfstein oder Wurfring und wird auch für das gleichnamige traditionelle Wurfspiel verwendet.

## Datierung
Neuere Ausgrabungen und die Datierung der Knochenfunde zeigten, dass die Megalithanlagen im Neolithikum zwischen 3700 und 3300 v. Chr. errichtet worden sind und über eine lange Zeit auch als Gemeinschaftsgräber genutzt wurden. Noch in der Bronzezeit fanden Feuerbestattungen vor oder auf diesen Anlagen statt. Die Asche wurde anschließend in Gruben oder Urnen beigesetzt.

## Besonderheiten
Das besondere an diesen Anlagen ist, dass alle Baulichkeiten, die aus kleineren Steinformaten und Erdaufschüttungen bestanden haben, zumeist vollständig abgetragen oder einer anderen Verwendung zugeführt worden sind, so dass das ursprüngliche Aussehen nur schwer zu rekonstruieren ist. Die moderne Forschung nimmt an, dass diese Anlagen nicht vollständig mit Erdreich bedeckt waren, sondern einen freien Eingangsbereich besaßen.
Auffallend ist, dass sich viele der Quoits an Orten mit einem Panoramablick über Hügel, Flüsse oder Küstenregionen befinden. Manche Forscher nehmen an, dass dadurch ein bestimmtes Gebiet beansprucht wurde und die Gemeinschaft in engere Beziehung mit dieser Gegend treten sollte. Unterstützt wurde dies wahrscheinlich mit entsprechenden Kulthandlungen. Der Übergang von Jäger- und Sammlerkulturen zur Sesshaftigkeit mit domestizierten Tieren findet seinen Ausdruck in diesen und ähnlichen Bauwerken.